# Governació d'Al-Wusta (Oman)
La governació d'Al-Wusta (en àrab: مُحَافَظَة ٱلْوُسْطَى, romanitzat: Muḥāfaẓat Al-Wusṭā, lit. ‘La Governació Central’) és una de les governacions d'Oman. La seva capital és Haima. Anteriorment, havia estat una regió ('mintaqa'), abans de convertir-se en governació, el 28 d'octubre de 2011.
Es troba al centre del sultanat d'Oman. S'anomena Al Wusta per la seva ubicació al mig del sultanat, entre el nord i el sud d'Oman. A l'est, té el mar d'Aràbia, a l'oest, el desert del Rub al-Khali. Pel que fa al nord, fa frontera amb tres governacions: Al-Sharqiyah Nord, Al-Sharqiyah Sud, Al-Dakhiliyah i Al-Dhahirah. Finalment, al sud té la governació de Dhofar.
La governació d'Al-Wusta consta de quatre wilayes:
- Mahut
- Duqm
- Hima
- Al-Jàzir

El centre de la governació és la wilaya de Hima. Mentre que la ciutat econòmica de la governació és Duqm. L'àrea de la governació és de 79 mil quilòmetres quadrats i la seva població és de 75 mil habitants, cosa que la converteix en la menys densament poblada del país.